# Arnout Van den Bossche
Arnout Van den Bossche (Hofstade, 1974) is een Vlaamse stand-upcomedian en burgerlijk ingenieur. Hij won in 2009 Humo's Comedy Cup. Kenmerkend voor zijn stijl is het gebruik van zijn flip-over met stiften en zijn maatpak met gecombineerde das, bril en schoenen.

## Biografie
Arnout Van den Bossche is in Hofstade bij Aalst geboren. Zijn moeder komt uit Aalst en zijn vader uit Hofstade. Arnout woonde tot hij zes jaar was in Hofstade, maar verhuisde daarna naar Ninove. Hij ging in het Heilig Hart Instituut en het Sint-Aloysiuscollege te Ninove naar school. Daarna studeerde hij voor burgerlijk ingenieur materiaalkunde aan de KU Leuven. 
Na zijn studies ging hij achtereenvolgens werken voor Siemens, Altran, Belgacom en het Innovatiecentrum West-Vlaanderen. Hij werkte tijdens zijn professionele loopbaan onder meer als aankoopanalist, productieplanner, projectingenieur, kwaliteitsmanager, business consultant, procesingenieur, product- en procesowner, account technical consult, complex bidmanager en innovatiemanagementadviseur en haalde tijdens zijn loopbaan een bijkomend diploma in de bedrijfseconomie aan de UGent.

## Voorstellingen
- 2010: De Relatiefluisteraar
- 2016: Burn-out voor Beginners
- 2024: Coach

## Carrière
Arnout Van den Bossche leerde als student goochelen met kaarten. Voor een studentshow ontwikkelde hij een jongleuract die hij later nog zou spelen tijdens zijn comedyloopbaan. Toen hij begon te werken als ingenieur in 1997 maakte hij kennis met stand-upcomedy door een workshop bij de Hoegaarden Stand-up Tour. Deze tour was georganiseerd door het biermerk Hoegaarden in verschillende Hoegaardencafés in België. Hier zag hij Raf Coppens en Bob Maclaren voor het eerst aan het werk. 
Dankzij deze workshop kwam hij in contact met de Gentse improvisatiegroep de Lunatics. Door deze contacten kon hij meetoeren met andere toen nog beginnende stand-upcomedians als Wouter Deprez, Henk Rijckaert, Freddy De Vadder, Nigel Williams, Piv Huvluv, Gunter Lamoot, Bert Gabriëls. Stand-upcomedy was een hobby tot hij in 2009 de Humo's Comedy Cup won. Twee weken later won hij met dezelfde act het Deltion Cabaret Festival in Zwolle. Hij nam toen een jaar loopbaanonderbreking om verder te bouwen aan zijn comedycarrière.
Uit die winnende act is dan de voorstelling De Relatiefluisteraar ontstaan, waarmee hij van 2010 tot 2015 toerde in België en Nederland. Deze voorstelling werd op 1 oktober 2014 uitgezonden op Eén. Zijn tweede show Burn-out voor Beginners ging in 2016 in première in de Arenbergschouwburg in Antwerpen.

## Prijzen
- 2009 - Winnaar Humo's Comedy Cup
- 2009 - Winnaar Deltion Cabaret Wedstrijd[2]
- 2012 - Finalist Leids Cabaret Festival

## Stijl
Arnout speelt met het typetje van de lesgever of consultant en het gegeven van een workshop. In zijn voorstellingen zijn dan ook elementen als een flip-over, projectiescherm, beamer en maatpak steeds aanwezig. Zijn humor vindt hij in dagelijkse herkenbare situaties en in niet-actualiteitgebonden thema's zoals relaties tussen mannen en vrouwen, het werk, kinderen, collega's en bazen.
Arnout speelt voornamelijk herwerkt materiaal van de Amerikaanse comedian Don McMillan die gekend zijn staat om zijn humor op maat van bedrijven. Net zoals het origineel oogst Arnout met zijn segment over PowerPoint veel succes online.